# Eutectique

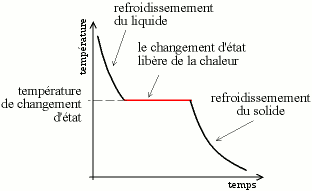
Évolution de la température lors de la solidification d'un eutectique.

Un eutectique (du grec εὔτηκτος -eútēktos- : qui fond aisément) est un mélange de deux ou plusieurs corps purs qui fondent et se solidifient à température constante de manière uniforme, contrairement aux mélanges habituels où le changement de température conduit à une variation de la proportion de solide par rapport à celle de liquide. Il se comporte en fait comme un corps pur du point de vue de la fusion.
Le terme « eutectique » désigne aussi le point du diagramme de phase (mélange avec une proportion donnée) pour lequel le mélange est à sa température minimale en phase liquide. Cette température est propre à chaque mélange.

Diagramme de phase typique d'un eutectique.

## Différents types d'eutectiques
Sur un diagramme de phase, le liquidus présente un point de rebroussement qui touche le solidus.

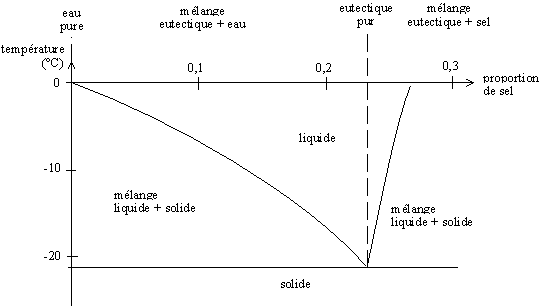
Diagramme de phase eau-sel.

L'eutectique le plus connu est l'eutectique eau + sel : on sale les routes en hiver afin que la glace forme un eutectique avec le sel, eutectique qui est liquide à des températures négatives modérées. Comme le diagramme de phase eau-sel le montre, la température minimale à laquelle peut descendre ce mélange en restant liquide est −21,6 °C. Pour des températures plus basses, fréquentes en Amérique du Nord par exemple, le salage des routes se fait avec du chlorure de calcium qui présente un eutectique, avec l'eau, de −51,1 °C.
Cet abaissement de la température de fusion fut longtemps utilisé pour la production des sorbets. Il explique les brûlures par le froid lors d'un ice and salt challenge : si l'on met un glaçon sur la peau, il fond et la température de l'eau ne peut être inférieure à 0 °C ; en revanche, si l'on applique du sel, l'eutectique liquide peut atteindre des températures inférieures et causer des dégâts.
L'abaissement de la température de fusion ainsi obtenu est appelé « fusion eutectique ». Ce principe est également utilisé dans les munitions à uranium appauvri, utilisées notamment par l'armée américaine durant la guerre du Golfe : lors de l'impact, grâce à la grande énergie cinétique de la tête de l'obus, l'uranium entre en fusion entraînant celle du fer contenu dans le blindage, formant un eutectique ; il en résulte une perforation du blindage et une projection de métal en fusion derrière le blindage (provoquant des brûlures graves voire mortelles aux occupants), ainsi qu'une contamination de l'environnement par l'uranium (toxicité des métaux lourds).
Le brasage de composants électroniques utilise les propriétés de l'eutectique étain-plomb, ou étain-plomb-bismuth.
Dans le cas de la fonderie, on recherche des alliages à bas point de fusion, qui sont dans de nombreux cas proches d'une composition eutectique :
- fontes, proche de la lédéburite (Fe3C:2Fe), eutectique à 4,3 %m de C (16,7 %at) ;
- Alpax, alliage d'aluminium proche de l'eutectique aluminium-silicium à 12,6 %m de Si.

Les eutectiques peuvent être également composés de cristaux organiques, tels l'eutectique ternaire ortho-, para-, meta-nitroaniline.

## Calcul de l'eutectique
Chaque corps {\displaystyle i} doit répondre à l'équation de Schröder-van Laar. Sous sa forme simplifiée, celle-ci s'écrit :
{\displaystyle \ln x_{i}={\Delta _{\text{fus}}H_{i} \over RT_{{\text{fus}},i}}\left[1-{T_{{\text{fus}},i} \over T}\right]}
avec :
- {\displaystyle R} la constante universelle des gaz parfaits ;
- {\displaystyle T} la température de l'eutectique ;
- {\displaystyle T_{{\text{fus}},i}} la température de fusion du corps {\displaystyle i} ;
- {\displaystyle x_{i}} sa fraction molaire ;
- {\displaystyle \Delta _{\text{fus}}H_{i}} son enthalpie de fusion (considérée comme constante à {\displaystyle T_{{\text{fus}},i}}).

On a également la contrainte sur les fractions molaires :
{\displaystyle \sum _{i}x_{i}=1}
Exemple
Le chlorure d'argent AgCl et le chlorure de zinc ZnCl2 ne sont pas miscibles à l'état solide. Les propriétés de ces deux corps sont données dans le tableau suivant.
| Espèce | Température de fusion {\displaystyle T_{\text{fus}}} (°C) | Enthalpie de fusion {\displaystyle \Delta _{\text{fus}}H} (kJ/mol) | Masse molaire {\displaystyle M} (g/mol) |
| ------ | --------------------------------------------------------- | ------------------------------------------------------------------ | --------------------------------------- |
| AgCl   | 455                                                       | 13,2                                                               | 143,32                                  |
| ZnCl2  | 283                                                       | 23,2                                                               | 136,28                                  |

On obtient pour l'eutectique :
- la température {\displaystyle T} = 506,75 K = 233,6 °C ;
- la fraction molaire de ZnCl2 : {\displaystyle x_{{\text{ZnCl}}_{2}}} = 0,614, soit 60,2 % en masse.

Le diagramme de phases expérimental AgCl-ZnCl2 fait apparaître un eutectique à 504 K (231 °C) avec une fraction molaire {\displaystyle x_{{\text{ZnCl}}_{2}}} = 0,465, soit 45,2 % en masse.